# فیبیا
فیبیا (به لاتین: Fibbia) یک کوه در سوئیس است که در کانتون تیچینو واقع شده‌است. فیبیا ۲٬۷۳۸ متر بالاتر از سطح دریا واقع شده‌است.